# 名古屋交通労働組合
名古屋交通労働組合（なごやこうつうろうどうくみあい、略称：名交（めいこう））は、名古屋市交通局の労働者で組織される労働組合である。
名古屋市職員労働組合連合会（名古屋市労連）、日本労働組合総連合会（連合）に加盟する日本都市交通労働組合（都市交）に加盟していた。
2013年6月に日本都市交通労働組合（都市交）が全日本自治団体労働組合（自治労）と組織統合され自治労都市公共交通評議会となったため、現在は自治労に加盟している。

## 概要
所在地は、愛知県名古屋市中区丸の内三丁目10番4号丸の内会館5階である。同ビル6階には、名古屋市交通局の市営交通資料センターがある。
- 執行委員長：伊藤裕彰